# Avenue de Messidor
Pour les articles homonymes, voir Messidor (homonymie).
L'avenue de Messidor (en néerlandais: Messidorlaan) est une voie bruxelloise de la commune d'Uccle

## Situation et accès
Cette avenue relie la chaussée d'Alsemberg au rond-point Winston-Churchill en passant par l'avenue Brugmann.
Elle passe également par l'avenue Coghen, la rue des Glaieuls, la rue de Boetendael, la rue des Balkans, la rue Emile Lecomte, la rue de la Mutualité, l'avenue des Ormeaux et l'avenue du Bourgmestre Jean Herinckx.

## Origine du nom
Cette avenue porte le nom du dixième mois du calendrier républicain français. Il correspondait, à quelques jours près (selon l'année), à la période allant du 19 juin au 18 juillet du calendrier grégorien.
Il tirait son nom « de l'aspect des épis ondoyants et des moissons dorées qui couvrent les champs de juin en juillet », selon les termes du rapport présenté à la Convention nationale le 3 brumaire an II (24 octobre 1793) par Fabre d'Églantine, au nom de la « commission chargée de la confection du calendrier ».

## Bâtiments remarquables et lieux de mémoire
- no 161 : école fondamentale communale de Messidor